# Хоко
Хоко (Hoko) — корабель Імперського флоту Японії, який під час Другої світової війни взяв участь в операціях японських збройних сил на Соломонових островах.
Хоко спорудили 1941 року на корабельні Tama Heavy Industries у Тамано. Корабель належав до мінних загороджувачів типу Хірасіма (втім, він також міг виконувати функцію сітьового загороджувача).
Первісно корабель приписали до військово-морської бази Мако (на Пескадорських островах у південній частині Тайванської протоки), де він займався протичовновими операціями та проведенням конвоїв до Індокитаю, Японії та Філіппін.
10 квітня 1943-го Хоко вирушив з Мако, ескортуючи конвой до Рабаулу — головної передової бази японців у архіпелазі Бісмарка, з якої провадились операції на Соломонових островах та сході Нової Гвінеї.
28 серпня 1943-го поблизу острова Бука (лежить біля північного узбережжя Бугенвіля на заході Соломонових островів) корабель безрезультатно атакував летючий човен PBY «Каталіна».
28 вересня за кілька кілометрів від північного завершення Буки Хоко атакували та потопили бомбардувальники B-24 «Ліберейтор».